# Président d'Aragon
Le président d'Aragon (en espagnol : Presidente de Aragón) est le chef du gouvernement et le représentant suprême de la communauté autonome espagnole d'Aragon.
L'actuel titulaire de ce poste est, depuis le 11 août 2023, le libéral-conservateur Jorge Azcón.
Entre 1983 et 2007, il portait le titre de « président de la Députation générale » (en espagnol : Presidente de la Diputación General).

## Élection
Selon l'article 46 du statut d'autonomie, « le président d'Aragon est élu par les Cortes, parmi ses membres, et nommé par le roi ».
Le président des Cortes, après avoir consulté les différentes forces politiques parlementaires et le bureau de l'assemblée, propose un candidat à la présidence de la communauté autonome. Ce dernier expose son programme devant les députés puis, après un débat, sollicite leur investiture. Celle-ci ne peut lui être accordée qu'à la majorité absolue des députés. En cas d'échec, un nouveau vote a lieu vingt-quatre heures plus tard, au cours duquel la majorité simple est suffisante. Si le candidat échoue une nouvelle fois, la procédure est recommencée depuis le début.
Dans le cas où aucun candidat ne serait parvenu à remporter la confiance des Cortes dans un délai de deux mois à compter de la séance inaugurale de l'assemblée, sa dissolution est prononcée et des élections anticipées sont alors organisées.

## Fonctions
Défini comme « une institution de la communauté autonome d'Aragon », aux côtés des Cortes, du gouvernement et de la justice, le président, selon l'article 46 du statut d'autonomie, « exerce la représentation suprême de l'Aragón et la représentation ordinaire de l'État dans la communauté. Il préside le gouvernement, dirige et coordonne son action ».

### Chef de gouvernement régional
Selon la loi relative au gouvernement du 11 mai 2009, le président d'Aragon fixe le programme politique du gouvernement, crée, modifie ou supprime les départements exécutifs, dont il établit les compétences, décide de la structure de sa propre administration. C'est à lui qu'il revient de nommer les vice-présidents, conseillers et hauts fonctionnaires, de convoquer, présider les réunions du conseil de gouvernement, de fixer leur ordre du jour. Il est, en outre, chargé derésoudre les conflits de compétences entre les départements.
Responsable de la mise en œuvre du programme législatif de la députation générale, il dispose du pouvoir réglementaire et veille à l'application des décisions gouvernementales. Il peut poser la question de confiance aux Cortes, proposer la tenue de débats parlementaires, et transmettre aux députés toutes les informations qu'ils demandent. Il convoque les élections régionales, anticipées ou non, et la séance inaugurale du Parlement régional. Il a également la faculté de demander au conseil consultatif, ou au Conseil d'État, des rapports sur tout type de question.
Comme représentant de la communauté autonome, c'est à lui de présenter les éventuels recours décidés par le gouvernement, devant le Tribunal constitutionnel, et de signer les accords et conventions avec l'État et les autres communautés autonomes.

### Représentant de l'État espagnol
À l'instar des autres dirigeants de communauté autonome, sa principale attribution en tant que représentant de l'État est de promulguer les lois régionales, et ordonner leur publication au Bulletin officiel de l'Aragon (Boletín Oficial de Aragón).

## Structure d'appui
Pour l'assister dans l'exercice de ses fonctions, le président d'Aragon dispose de la présidence, structurée ainsi, : 
- Présidence d'Aragon (Presidencia de Aragón) ;
  - Secrétariat général de la Présidence (Secretaría General de la Presidencia) ;
    - Service des Affaires administratives ;
    - Service du Secrétariat du gouvernement ;
    - Service de l'Intégrité, de la Planification et de la Qualité normative ;

  - Cabinet de la Présidence (Gabinete de la Presidencia) ;
    - Secrétariat particulier du président.

## Fin de mandat
Les fonctions du président d'Aragon prennent fin en cas de décès, démission, lors de la tenue des élections aux Cortes d'Aragon, en cas de défaite lors d'un vote de confiance, ou de l'adoption d'une motion de censure constructive. Il peut également être démis s'il a fait l'objet d'une condamnation définitive qui entraîne la perte du statut de député régional, ou si les parlementaires constatent, à la majorité absolue, qu'il est atteint d'une incapacité permanente.

## Titulaires
L'étape pré-autonome du gouvernement d'Aragon a duré de 1978 à 1983, au cours de ces années, trois hommes politiques de l'UCD et un indépendant (intérimaire) ont exercé leurs fonctions.
Depuis l'élection régionale de 1983, neuf personnes ont exercé cette fonction (quatre socialistes, deux régionalistes et deux conservateurs), ainsi qu'une par intérim. Le socialiste Marcelino Iglesias détient le record de longévité avec trois mandats successifs de quatre ans, tandis que la conservatrice Luisa Fernanda Rudi est à la seule femme à avoir exercé cette fonction.